# 宝樹院 (徳川家光側室)
宝樹院（ほうじゅいん、1621年（元和7年） - 1653年1月1日（承応元年12月2日））は、江戸幕府3代将軍徳川家光の側室、4代将軍徳川家綱の生母。娘時代の名前はお蘭。側室名はお楽の方。別名、高島御前、七澤楽子。

## 生涯
下野国都賀郡高島村（現・栃木県栃木市大平地域）の農民（後に下級武士）青木三太郎利長の娘として生まれた（朝倉惣兵衛の子とする説もある）。父は江戸に出て旗本の朝倉家に仕官するが、主君の金の使い込みが発覚し、江戸を追われ鹿麻村で蟄居となり、のち禁猟とされていた鶴を撃ったため死罪となった。
父の死後、母・紫（増山氏）は江戸へ出て古河藩主永井尚政の屋敷に仕え女中頭となり、元永井家家臣で古着商の七沢清宗と再婚した。お蘭も母に従い同居していたが、13歳の時、店の手伝いをしていたところを浅草参りからの帰路にあった春日局の目にとまり、大奥に上がった。祖心尼の計らいで奥入りしたとする説もある。巷説によると、お蘭が呉服の間詰だった頃、他の奥女中たちに故郷の麦搗き歌を歌い聴かせていた。これを家光が耳にして気に入り、お蘭は家光の側室となったと伝わる。
1641年（寛永18年）に家綱を産む。名前の「蘭」は「乱」に通じて縁起が悪いという理由で、お楽の方と改名した。家綱が将軍世子となると、家綱とともに西の丸に移った。
将軍後継者を産んだため、実弟の増山正利は三河国西尾藩主（この系統はその後常陸国下館藩主→伊勢国長島藩主となり幕末まで存続）、もう一人の弟は那須家に養子入りし那須資弥と名乗って下野国烏山藩主となり（次の代で改易、以後交代寄合として存続）、妹は今川氏真の孫で高家の品川高如の妻となった。異父弟（母と七沢清宗との子）は家綱の命で交代寄合の平野家に養子入りし、大身旗本平野長政となった。
1651年（慶安4年）に家光に先立たれた翌年、32歳で死去した。法名は宝樹院殿華城天栄大姉。墓所は寛永寺勧善院。中野区大和町の蓮華寺にも墓所がある（場所は日蓮の墓の前）。

## 人物
『徳川実紀』『以貴小伝』では、たまたま浅草寺に参詣していた春日局の目にとまって召し出されたとあり、これが事実ならばお楽はかなりの美少女であった可能性がある。

## 関連作品
漫画
- よしながふみ『大奥』（白泉社）※男女逆転設定

映画
- 家光と彦左と一心太助（1961年・東映、演：桜町弘子）
- 影の軍団 服部半蔵（1980年・東映、演：中島ゆたか）

テレビドラマ
- 徳川の夫人たち（1967年・テレビ朝日、演：宮園純子）
- 大奥（1968年・関西テレビ、演：橘ますみ）
- 忍法かげろう斬り（1972年・関西テレビ、演：大原麗子）
- 徳川の夫人たち（1974年・フジテレビ ライオン奥様劇場、演：北川美佳）
- 徳川の女たち（1980年・フジテレビ ライオン奥様劇場、演：鈴鹿景子）
- 服部半蔵 影の軍団（1980年・関西テレビ、演：岩井友見）
- 大奥（1983年・関西テレビ、演：藤真利子）
- 花のこころ（1985年・TBS、演：小林綾子→大原麗子）
- 風雲江戸城 怒涛の将軍徳川家光（1987年・テレビ東京、演：藤真利子）
- 春日局（1989年・NHK大河ドラマ、演：若村麻由美）
- 家光と彦左と一心太助（1989年・テレビ朝日、演：財前直見）
- 葵 徳川三代（2000年・NHK大河ドラマ、演：仲間由紀恵）
- 大奥〜第一章〜（2004年・フジテレビ、演：京野ことみ）
- 大奥〜誕生［有功・家光篇］（2012年・TBS、演：窪田正孝）※男女逆転設定
- 大奥 （2023年・NHKドラマ10 演：濱尾ノリタカ）※男女逆転設定